# Hospital de Tacuarembó
El hospital de Tacuarembó es un hospital público uruguayo. El actual edificio fue fundado en 1927 en la intersección de las calles Treinta y Tres y concejal Catalogne en la ciudad de Tacuarembó, Uruguay.

## Historia
En 1860 se creó en Tacuarembó la Sociedad de Damas de Beneficencia regenteándose el primer hospital con fondos de la comunidad localizado en las calles Sarandí y Treinta y Tres.
Posteriormente es trasladado hacia las calles Ituizangó y Gral. Flores.
Por tercera vez el hospital es trasladado, en este caso en la dirección ubicada en las calles 25 de Mayo y General Artigas.
El actual edificio es de septiembre de 1927 llevando el nombre del médico Dr. Alberto Juan Barragué teniendo similitudes al modelo francés de hospitales de caridad de comienzos del siglo XX.
En octubre de 2013 coincidiendo con el Día del Patrimonio durante la realización de obras de remodelación y ampliación del hospital se encontró una cápsula del tiempo junto a la piedra fundacional de 1921. En la misma se ha encontrado periódicos de la época y monedas nacionales y europeas. Se proyecta colocar una nueva cápsula del tiempo en el lugar dando cuenta de ambos momentos históricos.

## Servicios
- Centro Oncológico del Norte
- Servicio de Tomografía
- Unidad de Atención al Usuario
- Banco de Leche Humana
- Centros de Rehabilitación
- CTI de Niños
- Servicio de Hemoterapia
- CTI de Adultos
- Centro Regional de Neurocirugía

## Directores
El hospital ha estado dirigido, desde su fundación por las siguientes personas:
- Luis María Castagnetto (1927-1929)
- Clelio César Oliva (1929)
- Alberto J. Barragué (1929 -1964)
- Enzo Mourigan Canale (1937)
- Ivo Ferreira Bueno (honorario)
- Barsabás Ríos Rehermann
- Diego Irabedra Díaz (1964-1967)
- Ivo Ferreira Buadas 1967-1969)
- César de Lima Simoes 1969-1978)
- Eduardo Velázquez Guido
- Eladio Carreño Pilliatti (1980-1985)
- Intervención de los doctores Alejandro Morelli Colombres, Gustavo A. Gaye Freitas y Juan Pablo Vico González (1985-1987)
- Antonio Chiesa Bruno (1987-1992)
- Ciro Ferreira Márquez (1992 - presente)